# GAM Esports
GAM Esports là một đội tuyển thể thao điện tử chuyên nghiệp bộ môn Liên Minh Huyền Thoại, có trụ sở tại Thành phố Hồ Chí Minh, Việt Nam. Đội tuyển thuộc sở hữu của công ty Gaming And Media Entertainment (hay còn được biết tới là GAM Entertainment).

## Thành tích
| Thứ hạng | Giải đấu                     | Kết quả (W–L)                      |
| -------- | ---------------------------- | ---------------------------------- |
| 1st      | VCS A 2017 Spring            | 12–0                               |
| 1st      | MDCS Mùa hè 2017             | 3–0 (đối đầu với Young Generation) |
| 1st      | GPL 2017 Spring              | 3–0 (đối đầu với Ascension Gaming) |
| 6th      | Mid-Season Invitational 2017 | 3–7 (main event)                   |
| 2nd      | Rift Rivals 2017 GPL-LJL-OPL | 1–3 (đối đầu với LJL)              |
| 1st      | VCS A 2017 Summer            | 13–1                               |
| 1st      | VCS A 2017 Summer Playoffs   | 3–0 (đối đầu với Young Generation) |
| 1st      | GPL 2017 Summer              | 3–0 (đối đầu với Ascension Gaming) |
| 9th–11th | 2017 World Championship      | 2–4 (main event)                   |
| 3rd      | VCS Mùa xuân 2018            | 9–5                                |
| 2nd      | VCS Mùa xuân 2018 Playoffs   | 2–3 (đối đầu với EVOS Esports)     |
| 3rd      | Rift Rivals 2018 LCL-TCL-VCS | 1–3 (đối đầu với TCL)              |
| 5th      | VCS Mùa hè 2018              | 8–6                                |
| 5th      | VCS Mùa xuân 2019            | 6–8                                |
| 1st      | VCS Mùa hè 2019              | 11–3                               |
| 1st      | VCS Mùa xuân 2020            | 13–1                               |
| 2nd      | VCS Mùa xuân 2020 Playoffs   | 2-3 (đối đầu với Team Flash)       |
| 1st      | VCS Mùa hè 2020              | 12–2                               |
| 2nd      | VCS 2020 Mùa hè Playoffs     | 2-3 (đối đầu với Team Flash)       |
|          |                              |                                    |